# توزيع المواد الغذائية

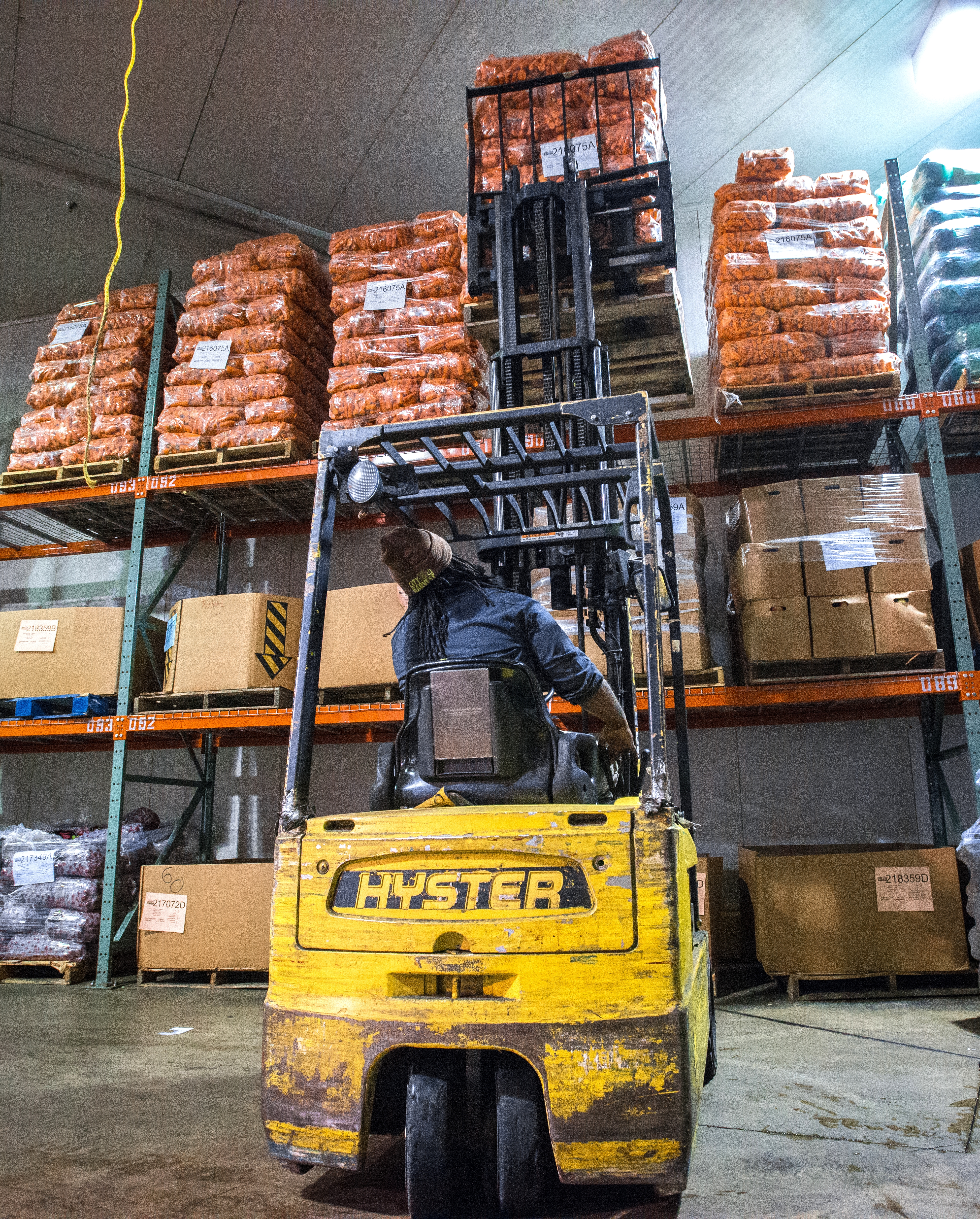

هي عملية يتم فيها تزويد السكان جميعًا بالغذاء. تعتبر منظمه الأغذية والزراعة (الفاو) توزيع الأغذية كمجموعة فرعية من النظام الغذائي. وتختلف العملية والمنهجية الكامنة وراء توزيع المواد الغذائية باختلاف الموقع. وقد كان توزيع الأغذية سمة مميزة للسلوك الإنساني في جميع المجتمعات، حيث يعود تاريخ توزيعها إلى آلاف السنتين.
وتعود الوثيقة الوحيدة المحددة الواضحة إلى عصر الامبراطوريات والجمهورية الرومانية، وقد سعى العديد من حكام والأباطرة لتحديد أفضل طريقه لتوزيع المواد الغذائية عبر البحر المتوسط، وكما تغيرت مطالب الشعب الروماني على مر الزمن، تغيرت كذلك خطط قادتهم. في القرون القليلة بعد وفاه المسيح، توسعت الامبراطورية وتغير الوصول لبعض الأطعمة، وزاد الطلب علي الحبوب والنبيذ بشكل كبير، وأصبحت جانبًا بارزًا من الثقافة الغذائية الروما
واستمرت المجتمعات بعد سقوط الرومان في التعامل مع معضلة توزيع المواد الغذائية الحالية بشكل بارز. وقد تطورت نظم التوزيع في الولايات المتحدة وأمريكا اللاتينية بطرق فريدة، وواجهت مشاكل مختلفة في القرن الماضي. ونظام توزيع الأغذية في الولايات المتحدة متسع كمًا وكيفًا، وتهيمن عليه الشركات والصناعة. تعتمد الطرق الحالية لتوزيع المواد الغذائية في الولايات المتحدة الأمريكية علي الشبكة المتقدمة للبنية التحتية والنقل في البلاد. ويختلف توزيع المواد الغذائية في الدول الأقل تقدمًا عن أمريكا مثل:(أمريكا اللاتينية).
هناك العديد من عوامل الخطر التي يمكن أن تؤثر علي توزيع المواد الغذائية. فالحروب والفشل الاقتصادي والمشاكل السياسية والأحوال الجوية تلعب -كلها- دورًا في تحديد كفاءة أي نظام غذائي. من الأمثلة الأخيرة علي تأثر توزيع المواد الغذائية بالحروب والفشل الاقتصادي انخفاض توزيع الأغذية في اليابان خلال الحرب العالمية الثانية والركود الغذائي في إفريقيا جنوب الصحراء الإفريقية خلال أواخر السبعينات وأوائل الثمانينات من القرن الماضي. وفي كلتا الحالتين، أُعيق توزيع المواد الغذائية وعانى السكان في هذه المناطق نتيجة لذلك.
وتوجد اليوم منظمات خاصة لمنع الانهيار الكامل في توزيع المواد الغذائية، والمساعدة في تطوير نظم توزيعها في المناطق المتأخرة، والاستجابة لأزمات توزيعها. وتضطلع منظمة الأغذية والزراعة بدور رئيسي في تيسير نمو نظم توزيع الأغذية في جميع أنحاء العالم. وهناك خليط من المنظمات الاتحادية وغير الربحية والمتطوعة تعمل في الولايات المتحدة للحفاظ علي توزيع الأغذية. الصليب الأحمر الأمريكي هو أحد الأمثلة الرئيسية لمنظمة تطوعية هي لها وجود دولي.

## جنوب الصحراء الإفريقية
وفي جنوب الصحراء الإفريقية، نشأت أزمة توزيع المواد الغذائية في السبعينات والثمانينات نتيجة للعديد من عوامل المخاطر، بما في ذلك المشاكل السياسية، والإخفاقات الاقتصادية، والأحوال الجوية. ومن بين المشاكل السياسية والإخفاقات الاقتصادية التي تؤثر علي توزيع الاغذيه سوء التسعير الزراعي وعدم مشاركه الدولة في التنمية الريفية. ويمكن أن تعزي بعض المشاكل السياسية إلى الحقبة الاستعمارية. وتدعيم السياسة الاستعمارية لتصدير السلع، حتى وإن كانت تعني خفض كميه الاغذيه المخصصة للاقتصاد المحلي. واستمر استخدام مكونات هذه السياسات الاستعمارية حتى بعد اكتساب البلدان الإفريقية حريتها من الدول الأوروبية. وقد أدى استخدام هذه السياسات الفاشلة إلى عواقب وخيمة أثرت علي الحالة الاقتصادية لطبقة الفلاحين، ومنها استغلال الفلاحين في الزراعة ونقلهم من أراضيهم. كما أن القضايا المناخية والبيئية المتعلقة بأزمة توزيع الأغذية جنوب صحراء إفريقيا لها جذورها في السياسة الاستعمارية الفاشلة. حيث كانت دورات هجرة العمال المستخدمة خلال الحقبة الاستعمارية ضارة إيكولوجيًا بالبيئة المحلية ولم تخلق مجالات جديدة لزراعة المحاصيل. ونتيجة لذلك، فإن التصحر وفقدان خصوبة التربة يضر بالقطاع الزراعي المحلي، الذي يؤثر بدوره سلبًا علي توزيع الأغذية.